# Xenonemesia araucaria
Xenonemesia araucaria is een spinnensoort uit de familie Microstigmatidae. De soort komt voor in Brazilië.